# شکل چیزها
شکل چیزها (به انگلیسی: "The Shape of Things") نام یک فیلم درام آمریکایی به کارگردانی نیل لابیت محصول ۲۰۰۳ است.

## داستان
موضوع فیلم دربارهٔ یک دانشجوی رشته هنر دبیرستان است که به لطف دوست دختر جدیدش توانست در زندگی تغییر کند و ترسو بودن را به کنار بگذارد. اما این ظاهر قضیه است…